# Connarus oblongus
Connarus oblongus är en tvåhjärtbladig växtart som beskrevs av Schellenb.. Connarus oblongus ingår i släktet Connarus och familjen Connaraceae. Inga underarter finns listade i Catalogue of Life.